# 飛鳥京
飛鳥京 (あすかきょう、あすかのみやこ) は、古代の大和国高市郡飛鳥、現在の奈良県高市郡明日香村一帯にあったと想定される天皇（大王）の宮やその関連施設の遺跡群の総称、およびその区域の通称。藤原京以降のいわゆる条坊制にならう都市ではなく、戦前の歴史学者喜田貞吉による造語とされる。

## 概要
主に飛鳥時代を中心に、この地域に多くの天皇（大王）の宮が置かれ、関連施設遺跡も周囲に発見されていることから、日本で中国の条坊制の宮都にならって後世に飛鳥京と呼ばれている。飛鳥古京（あすかこきょう）や「倭京」、「古京」などの表記（『日本書紀』）もみられる。君主の宮が存在していたことから当時の倭国の首都としての機能もあったと考えられる。
しかし、これまでの発掘調査などでは藤原京以降でみられるような宮殿の周囲の臣民の住居や施設などが見つかっておらず、全体像を明らかにするような考古学的成果はあがっていない。また遺跡の集まる範囲は地政的に「飛鳥京」とよべるほどの規模を持たず実態は不明確であり、歴史学や考古学の文脈での「飛鳥京」は学術的でない。しかし、現在では好事家や観光業などで広く使われ飛鳥周辺地域を指す一般名称の一つとしてよく知られる。
一方で、斉明天皇の時代に大規模な公共工事が行われていることや前代から受け継いだ冠位十九階や礼法の整備が引き続き進められ、『日本書紀』にも「京」という概念が登場することから、必ずしも宮殿周辺に限定されず飛鳥盆地全域と磐余や輕などその周辺を宮都とみなす初期の都市計画のようなものが存在したとする見解もある。
2007年、橿原市周辺の藤原京関連遺跡群と併せて飛鳥・藤原の宮都とその関連資産群としてユネスコの世界遺産（文化遺産）の暫定リスト追加掲載が決まった。

## 飛鳥京跡との関連
単に「飛鳥京跡」と呼ぶ場合、飛鳥京の中心遺構であった天皇の飛鳥の諸宮跡を指すことが多く、遺跡群を包括する宮都全体を意味するわけではないことに注意が必要である。明日香村には飛鳥京を構成していた諸宮と、それに関連する遺跡は多数あるが、それらは
- 島庄遺跡、石神遺跡、水落遺跡 など遺跡の存在地の字 (あざ、大字の場合も小字の場合も) を冠するもの
- 雷丘東方遺跡、甘樫丘東麓遺跡 など遺跡の存在地を他の地理的名称から示したもの
- 川原寺跡、飛鳥寺跡 など建造物に由来するもの
- 飛鳥池遺跡、飛鳥京跡苑池遺構 など遺跡の機能や形状を示したもの

などがあり、命名において特に規則性はなく、「飛鳥京跡」は、飛鳥地域に散在するこれら時期の異なる宮や邸宅、寺院などの建造物、市や広場、道路など都市関連遺跡の総称・汎称にすぎない。調査の進展により、年代の確定や遺跡の性格や都市における位置づけが明確となって、総合的な把握がなされることが期待される。

## 飛鳥の諸宮一覧
- 遠飛鳥宮（允恭朝　伝・古事記）
- 近飛鳥八釣宮（顕宗朝　伝・日本書紀、古事記には「近飛鳥宮」とある。）
- 檜隈廬入野宮（宣化朝、於美阿志神社が檜隈廬入野宮跡とされる）
- 豊浦宮（推古朝 592年-603年）
- 小墾田宮（推古朝 603年-628年、皇極朝 642年-643年）
- 岡本宮（前飛鳥岡本宮、舒明朝 630年-636年）
- 田中宮（舒明朝 636年-640年）
- 厩坂宮（舒明朝 640年）
- 板蓋宮（皇極朝 643年-645年、斉明朝 654年-655年）
- 川原宮（斉明朝 655年-656年）
- 岡本宮（後飛鳥岡本宮、斉明朝 656年）
- 飛鳥浄御原宮（天武朝 672年-686年、持統朝 686年-694年）

## 参照
1. ↑  2007年 橿考研創立70周年記念　秋季特別展図録「宮都　飛鳥」
2. ↑  木下正史『古代の漏刻と時刻制度』（吉川弘文館、2020年）P363-375.